# Lebbra antiplastica
Lebbra antiplastica (Mutant 59: The Plastic Eater) è un romanzo di fantascienza degli autori britannici Kit Pedler e Gerry Davis, pubblicato nel 1971.

## Storia editoriale
L'opera, pubblicata nel 1971, è la trasposizione letteraria di un episodio della serie televisiva britannica Doomwatch, trasmessa dalla BBC nei primi anni 1970 e sceneggiato dagli stessi Pedler e Davis. Il romanzo è stato seguito dall'opera Doomwatch: The World in Danger, appartenente allo stesso melieu narrativo.
In Italia il romanzo è stato pubblicato nel 1974 nel numero 643 della collana Urania.

## Trama
(Kit Pedler e Gerry Davis, Lebbra antiplastica)
Disastrosi incidenti iniziano ad accadere nel Regno Unito; la metropolitana di Londra si arresta e prende fuoco, un aereo di linea precipita, un sistema di controllo del traffico impazzisce causando incidenti mortali. Anche nello spazio avviene un incidente: una navicella spaziale esplode. Si sospetta che la causa sia riconducibile al malfunzionamento di una nuova plastica, l'aminostyrene, brevettata da un gruppo di ricerca diretto dallo scienziato Arnold Kramer. Il gruppo si mette all'opera per scoprire se realmente il loro brevetto sia la causa degli incidenti. Il presuntuoso ricercatore Wright, decano del gruppo, difende contro ogni evidenza la bontà dell'invenzione. 
Quando la metropolitana ha un guasto, uno dei membri del gruppo, Luke Gerrard, si reca sul posto accompagnato dalla moglie di Arnold, Anne Kramer. Quando i due sono nelle gallerie, iniziano ad avvenire esplosioni ed incendi. Luke scopre che la nuova plastica, utilizzata copiosamente per molti scopi, è stata attaccata da un batterio mutante che la degrada, producendo come scarto del gas infiammabile. Luke e Anne riescono fortunosamente, dopo molte ore, a uscire dal dedalo di gallerie invase dal fumo e dalle fiamme. L'odissea vissuta ha avvicinato i due che si scoprono attratti l'uno dall'altra. Anne non sa che il marito, di cui sospetta il tradimento e che accusa di trascuratezza, è volato negli Stati Uniti per far fronte a analoghi incidenti che stanno avvenendo anche lì. Una volta tratti in salvo, Anne viene a sapere che Arnold è morto a bordo dell'aereo su cui viaggiava, precipitato per un guasto elettrico.
Nel frattempo il governo ha dichiarato lo stato di emergenza: l'esercito ha iniziato a evacuare le zone ove si registra la dissoluzione della plastica, fenomeno ormai senza controllo, solo parzialmente contenuto dall'irrorazione di disinfettante disposto dalle autorità sui luoghi maggiormente contaminati. Gerrard intuisce un rimedio contro l'infezione, grazie alla produzione di una speciale plastica nociva per il batterio mutante. Il gruppo, pur conscio che Gerrard ha salvato la situazione, gli contesta la pessima pubblicità che l'aminostyrene ha ricevuto a causa delle dichiarazioni dell'uomo fatte ai media e alle autorità. Il gruppo, infatti, e in particolar modo Wright, ritengono che i disastri non siano attribuibili alla nuova plastica, bensì al batterio mutante. Gerrard, contrario a questa superficiale e partigiana lettura del disastro, abbandona il gruppo.
Quando Gerrard viene invitato a una riunione del gruppo "Kramer" ove si dovrà votare il nuovo direttore, si rende pienamente conto dell'astio di Wright nei suoi confronti. Gerrard, in un impeto di orgoglio, attacca il gruppo contestando con veemenza allo scienziato e al suo collaboratore, Buchan, di aver rilasciato un prodotto non ancora sufficientemente testato. Contrariamente a quanto supposto da Wright, la posizione di Gerrard viene appoggiata dalla maggioranza e l'uomo nominato nuovo direttore del gruppo Kramer, grazie anche al pieno appoggio di Anne che, inizialmente restia, accetta l'amore di Gerrard che le si dichiara.

## Personaggi
Luke GerrardBiologo di origini canadesi. Si è trasferito a Londra dopo il divorzio, allettato dall'offerta del suo mentore, lo scienziato Kramer, di far parte di un gruppo di consulenza scientifica.
Arnold KramerNoto e talentuoso scienziato inglese. Si lascia prendere dalla sete di fama e di denaro, trascurando il matrimonio e la ricerca pura.
Anne KramerLa moglie di Arnold. Sospetta, a ragione, una sua infedeltà coniugale.
BuchanLo  scienziato scozzese membro del gruppo di consulenza "Kramer".
WrightIl presuntuoso scienziato inglese membro del gruppo di consulenza "Kramer". Principalmente si deve a lui l'invenzione dell'aminostyrene, una plastica biodegradabile, il cui brevetto ha portato fama e denaro al gruppo e a Kramer.
Jim ScanlonIl più giovane membro del gruppo di consulenza "Kramer".
Lionel SlayterGiovane ricercatore del Ministero dei Trasporti, inventore di un sistema automatico integrato per regolare tutto il traffico veicolare e pedonale di Londra.

## Edizioni
- (EN) Kit Pedler e Gerry Davis, Mutant 59: The Plastic-Eater, 1ª ed., Londra, Souvenir Press, 1971.
- (EN) Kit Pedler e Gerry Davis, Mutant 59: The Plastic-Eater, New York, The Viking Press, 1972.
- (NL) Kit Pedler e Gerry Davis, Mutant 59: De plasticvreter, traduzione di Kees van den Broek, Zwarte beertjes, n. 1500, Haarlem, Bruna, 1972, ISBN 978-90-229-1500-4.
- (PT) Kit Pedler e Gerry Davis, Mutante 59: a morte dos plásticos, Rio de Janeiro, Record, 1972.
- (FR) Kit Pedler e Gerry Davis, Mutant 59 ou la mort du plastique, traduzione di Michel Deutsch, Parigi, Hachette, marzo 1972.
- (DE) Kit Pedler e Gerry Davis, Die Plastikfresser, traduzione di Rolf Palm, Heyne Science Fiction & Fantasy, n. 3382, Monaco di Baviera, Heyne, marzo 1974, ISBN 978-3-453-30259-4.
- Kit Pedler e Gerry Davis, Lebbra antiplastica, traduzione di Beata Della Frattina, Urania, n. 643, Milano, Mondadori, aprile 1974.
- (LV) Kit Pedler e Gerry Davis, Mutants-59: Plastmasu ēdājs, traduzione di Z. Inesis, Riga, Zinātne, 1976.
- Kit Pedler e Gerry Davis, Lebbra antiplastica, traduzione di Beata Della Frattina, Oscar Fantascienza, n. 788, Milano, Mondadori, luglio 1977.
- Kit Pedler e Gerry Davis, Lebbra antiplastica, in Millemondinverno 1983, traduzione di Beata Della Frattina, Millemondi, n. 24, Milano, Mondadori, novembre 1983.